# Ernest de Babenberg
Ernest, supranumit cel Viteaz, (n. 1027 – d. 10 iunie 1075) aparținând Casei de Babenberg a fost margraf al Austriei din 1055 până în 1075. A fost fiul lui Adalbert cel Victorios și al soției sale, Frozza Orseolo, (Frowiza) fiica dogelui Ottone Orseolo.
Ernest l-a succedat pe tatăl său, Adalbert, reușind să unească sub cârmuirea sa Marca Boemiei și Marca Ungariei cu Marca Austriei. În timpul domniei sale, familia Kuenringer a început colonizarea regiunii numite astăzi Waldviertel din Austria Inferioară. 
La începutul Controversei pentru învestitură el s-a aflat de partea împăratului Henric al IV-lea. Deși jurământul său de vasal nu îl obliga să participe cu oaste la campaniile militare ale împăratului romano-german care nu se desfășurau în apropierea graniței Mărcii de Austria, totuși Ernest a luat parte alături de Henric al IV-lea pe 9 iunie 1075 la Bătălia de la Homburg an der Unstrut (în Rebeliunea Saxonilor condusă de contele Otto de Nordheim și de ducele Saxoniei, Magnus von Bilung). Deși împăratul a fost învingător, Ernest a fost recunoscut de saxoni în timpul bătăliei și, așa cum a dovedit examinarea rămășițelor sale găsite în mormântul din Abația Melk, el a fost brutal ucis de adversarii săi. Conform cronicarului Lampert von Hersfeld, margraful a fost adus „grav rănit și pe jumătate mort în tabăra sa unde a doua zi a murit”. A fost înmormântat în Abația Melk.
Succesorul său, fiul cel mare, Leopold al II-lea, care a preluat Marca de Austria, a fost recompensat de Henric al IV-lea cu teritorii mari în nordul mărcii, păduri lângă Raab și în sud lângă Rogac, pentru a-și demonstra recunoștința. Acestea au fost însă ultimele teritorii pe care împăratul le-a dăruit familiei de Babenberg.

## Căsătoria și descendenții
Ernest s-a căsătorit cu Adelaida (d. 1071), fiica margrafului Dedi I de Meissen din familia Wettin. Din căsătoria lor au rezultat trei copii:
- Leopold (1050–1095), succesor al tatălui său, margraf al Austriei 1075–1095, căsătorit cu Ida a cărei origine nu este exact stabilită, dar care provenea probabil din casa conților de Formbach și era probabil văduva lui Haderich de Schwarzenburg;
- Justizia (d. între 1120/1122), căsătorită cu contele Otto al II-lea (al III-lea) de Wolfratshausen;
- Adalbert de Pernegg (d. 1100), conte de Bogen.

După moartea primei soții, Ernest s-a căsătorit în 1072 cu Suanhild (d. 1120), fiică a contelui Sighard al VII-lea al Ungariei și nepoata contelui palatin al Bavariei, Hartwig al II-lea, din familia mamei ei. Din această căsătorie nu au rezultat copii.